# بلايث داف
بلايث داف (بالإنجليزية: Blythe Duff)‏ هي ممثلة بريطانية، ولدت في 25 نوفمبر 1962 في East Kilbride ‏ في المملكة المتحدة.

## وصلات خارجية
- بلايث داف على موقع IMDb (الإنجليزية)
- بلايث داف على موقع ميوزك برينز (الإنجليزية)
- بلايث داف على موقع قاعدة بيانات الفيلم (الإنجليزية)
- بلايث داف على موقع كينوبويسك (الروسية)